# Los enredos de Scapin

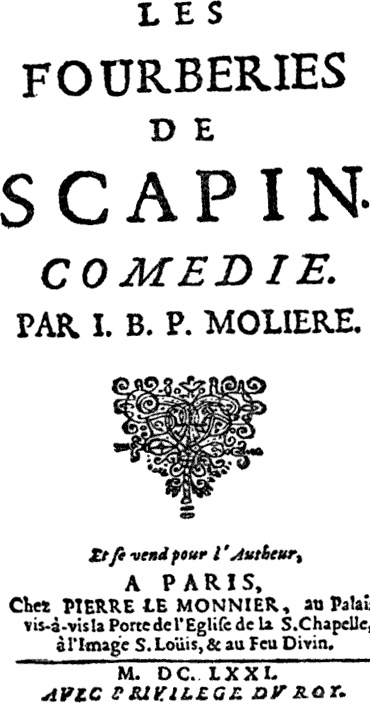

Los enredos de Scapin o las travesuras de Scapin (en francés Les Fourberies de Scapin) es una comedia de Molière en tres actos (cada uno con cinco, ocho y trece escenas respectivamente) y en prosa, estrenada en el Teatro del Palacio Real el 24 de mayo de 1671. 
Después de haber compuesto obras más inquietantes, como Tartufo o Don Juan, Molière vuelve al humorismo con una obra fuertemente influida por la commedia dell'arte italiana. Los enredos de Scapin no tuvo en su época un gran éxito entre el público. Nicolás Boileau le reprocha su lado popular, y Fénelon la exageración de los personajes. 

## Personajes
- Scapin, (personaje que viene de la commedia dell'arte, Scapino el astuto) criado de Léandre.
- Sylvestre, criado de Octave.
- Octave, hijo de Argante y amante de Hyacinthe.
- Léandre, hijo de Géronte y amante de Zerbinette.
- Hyacinte, hija de Géronte y amante de Octave.
- Zerbinette, egipcia, reconocida como hija de Argante y amante de Léandre.
- Argante, padre de Octavio y de Zerbinette.
- Géronte, padre de Léandre y de Hyacinthe.
- Nérine, nodriza de Hyacinthe.
- Carle, bribón

## Argumento

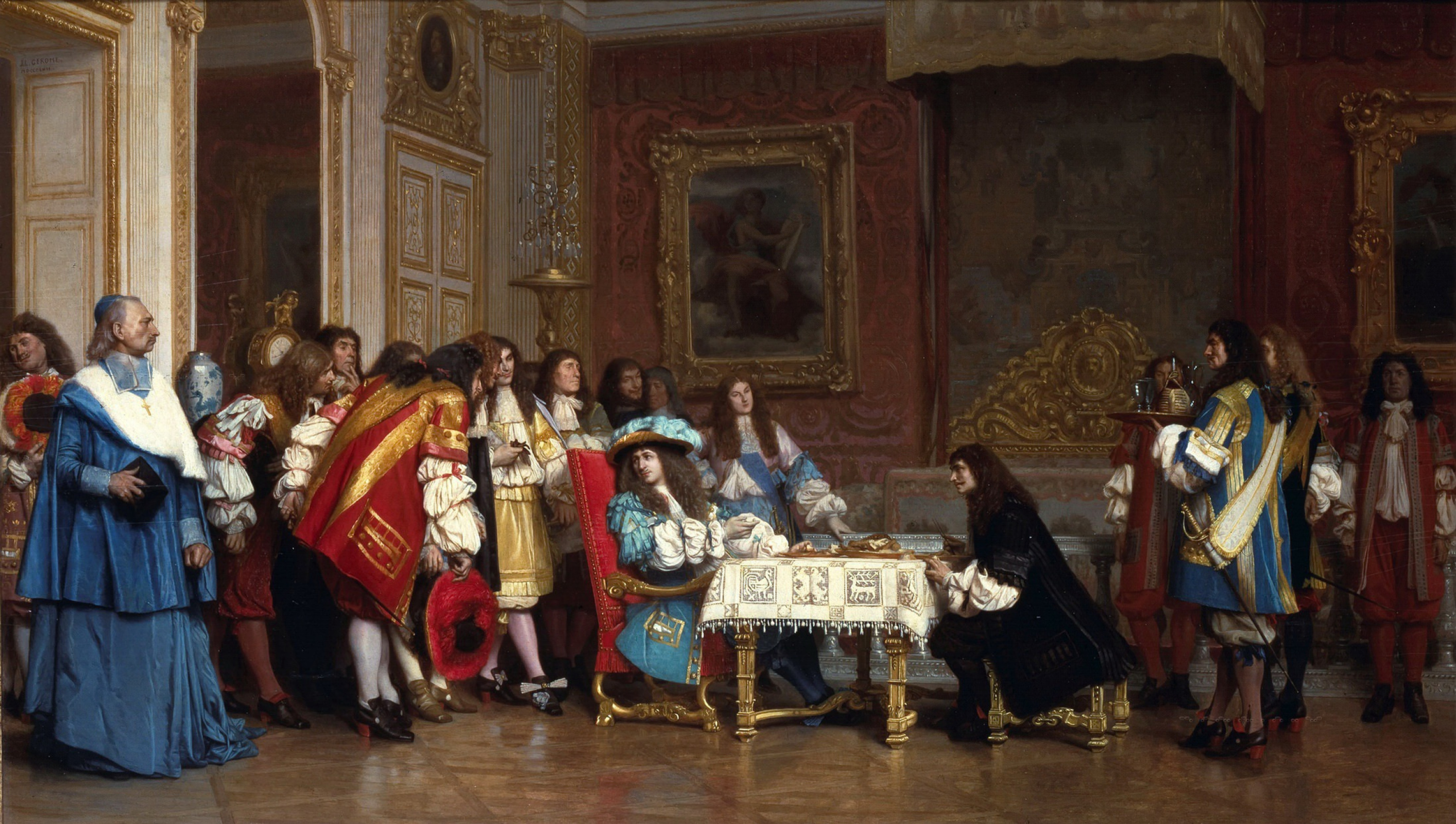
Escena de la obra "las travesuras de Scapin" ambientada en el siglo XVll

En ausencia de sus padres, que están de viaje, Octave, hijo de Argante, y Léandre, hijo de Géronte, se quedan prendados de dos chicas: el primero de Hyacinthe, chiquilla pobre y de origen desconocido, con la que se acaba de casar; el segundo de la "joven egipcia" Zerbinette. 
A la vuelta de Argante, Octave, muy preocupado por la reacción de su padre ante su unión matrimonial, y además, con grandes problemas de dinero, solicita la ayuda de Scapin, criado de Léandre. Pero este "hábil obrero de enredos e intrigas", no consigue ablandar al anciano.
Argante repite a Geronte la noticia que ha conocido por una indiscreción de Scapin: Léandre ha cometido una grave estupidez. De modo que el joven, tan mal acogido por su padre, corrige severamente al criado por su traición. Sin embargo debe abandonar al poco su enfado para volver a pedirle ayuda, ya que debe pagar un rescate por Zerbinette si no quiere que se la lleven los egipcios. 
Mediante audaces estratagemas, el ingenioso Scapin no tarda en sacar la suma a los dos viejos. Pero Scapin quiere además vengarse de Géronte, quien le ha perjudicado. De manera que le hace creer que un pretendido hermano de Hyacinthe está buscándole, dispuesto a quitarle la vida para castigarle por haber querido romper su matrimonio. Para librarse de este peligro, Scapin oculta a su ingenua víctima en un saco. El culpable habría pagado caro sus enredos si un doble reconocimiento no revelase en Hyacinthe la hija perdida de Géronte, y en Zerbinette, la de Argante. 
Scapin, que simula su muerte por un accidente, consigue el perdón de los ancianos.